# Генерал (Русское царство)
Генерал в Русском царстве — воинское звание, введено во второй половине XVII века для командующих «полков нового строя» и позже, уже при Петре I, интегрированное в общую систему воинских званий России.

## Генералы русской службы в XVII веке
«Генерал» в русской армии второй половины XVII века — это не командующий соединением, как в Европе (командовать воинским соединением в России мог только русский воевода), а старший из полковников «полков нового строя». В декабре 1654 года первым в России А. Лесли получил звание «енорал и первый полковник». В 1656 году после Рижского похода были подтверждены звания принятых на русскую службу британских генералов: генерал-лейтенанта Т. Далейля (он был наименован по-русски генерал-поручиком) и генерал-майора У. Драммонда (до этого иноземные генералы принимались на русскую службу в звании полковников). Таким образом, уже в 1656 году начала формироваться система генеральских званий в России: генерал, генерал-поручик, генерал-майор. 
Все три первых генерала русской службы были шотландцами; после смерти А. Лесли в 1663 году произошло замещение должностей: генералом наименован Т. Далейль, генерал-поручиком — Драммонд, генерал-майором назначен ещё один шотландец Д. Краферт. Позже генеральские звания русской службы носили шотландцы П. Гордон, Д. Грагам (Грэм), П. Менезий, А. В. Шарф, И. И. Чамберс, братья Я. В. и Р. В. Брюсы, а также Г. Б. Огильви и Л. Н. Алларт.
В 1659 году в русской армии появился второй генерал-поручик датчанин Н. Бауман.
Все генералы-иностранцы находились в подчинении русских воевод, что нередко приводило к конфликтам. В 1660-х годах имелось несколько прецедентов создания сводных «генеральских» полков (А. Лесли, Т. Далейля, У. Драммонда, Н. Баумана), но они до конца века остались частными случаями. А существование двух иерархических систем, традиционной русской и западноевропейской системы чинов полков «нового строя», не давало генералам утвердиться на вершине служилой иерархии, оставляя их в тени разрядных воевод.
В большинстве случаев генералы в русской армии командовали самым многочисленным и «родовитым» полком в воеводском (разрядном) полку, иногда сдвоенным. В 1667 году звание генерал-майора получил Ф. ван Бокховен, в 1675–78 годах — Ф. Ульф, А. Траурнихт, Я. В. Бильс, Д. ван дер Нисин, П. Гордон, братья Николай и Герман фон Штадены, позже — Д. Грагам (Грэм), Цеге фон Мантейфель (более известный как А. А. Цей), П. Менезий, братья Яган Андреевич и Андрей Андреевич Гулицы.
Отдельные ситуации — Московские выборные полки, состоявшие из нескольких «тысяч» и которыми командовали полководцы в генеральском звании:
- 1-й Московский выборный полк (позже Лефортовский) — А. А. Шепелев, затем Ф. Лефорт;
- 2-й Московский выборный полк (позже Бутырский) — М. О. Кровков, затем П. Гордон.

### Генералы русского происхождения
В 1674 году командир московского рейтарского полка В. А. Змеев первым из русских полковников получил генеральский чин (генерал-майор). В 1677–78 годах генеральские звания получили также командиры московских выборных полков А. А. Шепелев и М. О. Кровков и командир Белгородского копейного полка Г. И. Косагов. Пройдя ступени генерал-майор—генерал-поручик, эти русские полководцы достигли высшего звания генерал: В. А. Змеев (1677), А. А. Шепелев и М. О. Кровков (1679), Г. И. Косагов (1680). 
Генеральские чины сами по себе ещё не давали билет на вхождение в правящую элиту Русского государства. Но такой билет давали думные чины. В 1678 году В. А. Змеев назван «генералом, думным дворянином и воеводой», в 1680 году он уже именовался думным дворянином без генеральского чина. 
Позже стали использовать звание думного генерала для генерала, допущенного к заседанию Боярской думы. Первым это звание получил А. А. Шепелев; возможно, это звание имел также М. О. Кровков.
13 октября 1686 года думный генерал А. А. Шепелев пожалован чином окольничего. В январе 1688 года чином думного дворянина пожалован генерал Г. И. Косагов.
До начала правления Петра I генеральский чин получил ещё один полководец русского происхождения — И. Д. Лукин (1687).

### ГенералыСмоленской шляхты
Чин генерал-майора имели также командиры полка Смоленской шляхты:
- Владимир Иванович Повало-Швейковский (умер в 1690 году), его брат Денис (умер в 1694 году) и сын Федор были стольниками и генералами над смоленской шляхтой[5].
- Константин Лярский (в 1695 году)
- Б. С. Корсак (позже — генерал-поручик армии Петра I).

## Генералы вармии Петра I
В конце XVII века количество генералов в русской армии не было связано с какими-либо административно-организационными требованиями (например, наличием постоянных соединений: дивизий, бригад) и определялось лишь личными заслугами конкретного человека.
В начале своего правления Пётр I жаловал генеральское звание своему фавориту Ф. Лефорту: генерал-майор (1690), генерал-поручик (1691), генерал (1693).
Вскоре Пётр сформировал 3-й Московский выборный полк (на основе «потешных» Преображенского и Семёновского полков, будущей русской гвардии), который возглавил генерал-майор А. М. Головин (1692). 
В Втором Азовском походе (1696) главнокомандующим русской армией был воевода Большого полка А. С. Шеин, объявленный генералиссимусом, а его «товарищ» (заместитель) князь И. М. Кольцов-Мосальский именовался генерал-поручиком. В команде находились генералы П. Гордон, А. М. Головин и генерал-майор К. А. Ригимон, генерал Ф. Лефорт (наименован адмиралом), генерал-кригскомиссар Ф. А. Головин. 

### Генералы русской службы к началуСеверной войны(1700)
19 августа 1700 года звание генерал-фельдмаршала (первое в России) получил Ф. А. Головин. Доверять хорошему администратору, но не военачальнику, русскую армию Пётр не стал. При приближении к Нарве шведской армии Пётр вместе с Ф. А. Головиным покинул русскую армию и вверил её саксонскому фельдмаршалу герцогу де Круа. 
Русский генералитет на начало Северной войны:
- Ф. А. Головин — генерал-фельдмаршал (19 августа 1700)
- А. М. Головин — генерал (#Нарва)
- А. А. Вейде — генерал (11 июня 1700) (#Нарва)
- А. И. Репнин — генерал (15 июня 1700)
- И. И. Бутурлин — генерал-майор (#Нарва)
- И. Ю. Трубецкой — генерал-майор (#Нарва)
- А. А. Гулиц — генерал-майор рейтарских и солдатских полков в Севске, сражался под Нарвой, после пленения А. А. Вейде принял его «генеральство»
- А. А. Цей — генерал-поручик в Смоленске (умер в 1701)
- Б. С. Корсак — генерал-майор при Смоленской шляхте и рейтарах
- Карл Андреевич Ригимон — генерал-майор (1692) солдатских полков в Белгороде, летом 1700 назначен в Астрахань, умер по дороге к месту службы
- Христофор Андреевич Ригимон — генерал-майор (1696) рейтарского строя в Белгороде (умер в 1702)
- И. М. Кольцов-Мосальский — генерал-майор или генерал-поручик, с 1702 воевода в Белгороде
- Г. фон Менгден — генерал-майор (1696), с 1700 губернатор в Киеве (умер в 1703)
- М. М. Полман (Болман) — генерал-майор в Троицком (близ Таганрога); его родной брат полковник Евстафий Мартынович погиб при Нарве.

### Генералы послеНарвского поражения
Русская армия при Нарве потерпела жестокое поражение, в плен попали генералы русской службы А. М. Головин, А. А. Вейде, И. И. Бутурлин и И. Ю. Трубецкой, а также генерал-кригскомиссар Я. Ф. Долгоруков, генерал-фельдцейхмейстер А. А. Имеретинский, саксонский фельдмаршал де Круа и группа саксонских генералов и офицеров; велики были потери среди офицеров русской армии.
В декабре 1700 года генерал-майорами назначены И. И. Чамберс, А. В. Шарф и Я. В. Брюс. В 1701 году воевода Большого полка Б. П. Шереметев получил звание генерал-аншефа, затем генерал-фельдмаршала, в 1702 году генерал-майором стал Н. Г. фон Верден. Однако русское правительство пришло к выводу о необходимости привлечения на русскую службу опытных офицеров и генералов, которые могли бы модернизировать организацию, управление и обучение русской армией в соответствии с современными требованиями
16 апреля 1702 года издан манифест «О вызове иностранцев в Россию». Миссия набора опытных военачальников на русскую службу поручена И. Р. Паткулю, затем Г. Г. фон Розену. В числе первых приглашенных иностранных генералов были Г. Г. фон Розен и А. А. фон Шенбек, которые получили чины генерал-поручиков, а также Г. Б. Огильви, получивший чин генерал-фельдмаршал-лейтенанта (реально поступил на службу в 1704 году).

### Реформа Г. Б. Огильви. Саксонские генералы на русской службе
В 1704 году Г. Б. Огильви представил проект расписания полевой армии, где определял численность и организацию войск, а также количество и структуру генералитета. Генералитет полевой армии должен был состоять из одного фельдмаршала, двух генералов (от инфантерии и от кавалерии), 4 генерал-поручиков и 12 генерал-майоров. Одним из препятствий к реализации этого проекта осенью-зимой 1704 года явилась нехватка необходимого количества генералов. В своем письме от 19 ноября 1704 года Пётр I просил польского короля Августа II прислать на русскую службу «на предбудущий воинский поход [кампанию 1705 г.] одного генерал-поручика и двух искусных генерал-майоров от конницы, да 3 генерал-майоров от пехоты». Данная просьба осталась без ответа, и проект на тот момент оказался нереализованным.
В октябре 1705 года наименованный главнокомандующим союзными саксонско-русскими войсками король Август II согласился передать на русскую службу своих генералов. Это привело к тому, что они составили половину генералитета главной русской полевой армии в Гродно. Всего в росписи генералитета от 11 декабря (30 ноября) 1705 года перечислены 20 человек: «фельдмаршал» (Г. Б. Огильви), «генерал над конницей» (А. Д. Меншиков), «генерал над пехотой» (А. И. Репнин), 3 «генерал-поручика над конницей» (Браузе, Г. Г. фон Розен, К. Э. Ренне), 2 «генерал-поручика над пехотой» (Л. Н. Алларт и В. Венедигер), 4 «генерал-майора над конницей» (Руланд, Сент-Поль, И. Гейнскин, Г. К. Флуг), 6 «генерал-майоров над пехотой» (И. И. Чамберс, В. И. фон Швенден, Отто Бирон, Зейдлиц, Франц Иоахим Гольц, Арнштедт) и бригадир Рыддер. Отдельно указан командовавший артиллерией генерал-майор Я. В. Брюс. 
Данный список — это только генералитет главной армии в Гродно, он не включает в себя Курляндский корпус (генерал-майор Р. Х. Боур; хотя фон Розен указан), Вспомогательный корпус (генерал-поручик И. Р. Паткуль), группировку в Ингрии (генерал-майор Р. В. Брюс), не перечислен генерал-фельдмаршал Б. П. Шереметев, направленный в мятежный Астрахань и возвращённый в действующую армию летом 1706 года, а также генералы, командующие на других направлениях (Н. Г. фон Верден, А. А. Гулиц, И. М. Кольцов-Мосальский, Б. С. Корсак и М. М. Полман).
Большое число саксонских генералов покинуло русскую армию вместе с королём в январе 1706 года, при подходе к Гродно шведской армии Карла XII. Реально на русской службе задержались только Л. Н. Алларт и И. Гейнскин (ещё один саксонский генерал, перешедший на русскую службу, В. Венедигер умер в Гродно в феврале 1706 года).

### Русский генералитет кПолтавской битве
В конце 1705 года в русской армии был окончательно введен новый генеральский чин «бригадир», занявший ступень между полковником и генерал-майором. Предыдущие производства (А. Вейде в 1699 и И. Рыддер весной 1705 года) были единичными эпизодами, не получившими широкого распространения. В бригадиры от кавалерии в 1705-06 годах был произведен целый ряд драгунских полковников, отличившихся в боях: Г. С. Волконский, И. С. Горбов, А. А. Штольц, граф фон Шаумбург, Н. Ю. Ифлянт, Г. Гейн; все они вскоре стали генерал-майорами.
В преддверии нападения Карла XII на Россию Пётр активно искал генералов для своей армии. В 1706-08 гг. на русскую службу были приняты генерал Г. фон дер Гольц, генерал-майоры Фридрих Гессен-Дармштадтский, В. Бем, И.-Л. фон Микуш, П. Долбон, А. Беллеарди и Г.-Ф. фон Ностиц, бригадиры Фризен (Фриз), Штаф и Х. Феленгейм. К 1708 году доля иностранного генералитета составила 76 % иноземцев против 24 % русских.
Многие иноземные генералы заключали двухлетние контракты и покинули Россию в конце 1708 — начале 1709 года. Получившие отставку генерал-майоры Штольц, Гейн и фон Микуш решили далеко не уезжать и начали переговоры о своём возможном поступлении на шведскую службу или к польскому королю Станиславу Лещинскому. Их переписка была перехвачена, все трое были задержаны в Киеве и отпущены лишь в конце лета 1709 года после Полтавской победы.
В 1708 году было составлено новое расписание главной полевой армии, определившее структуру и численность русского генералитета на следующие несколько лет. Пехота была разделена на 3 дивизии, каждая из 3 бригад, кавалерия — на 4 по 2 бригады в каждой. Отдельно от главной армии действовали отдельные корпуса (Ингерманландский генерал-адмирала Ф. М. Апраксина; корпус Р. Х. Боура в 1707-08; Заднепровский Г. фон дер Гольца в 1709-10), состоявшие из 1-2 дивизий. Дивизией командовал генерал-фельдмаршал, генерал или генерал-поручик, бригадой — генерал-майор или бригадир. К началу 1709 года генералитет русской армии насчитывал 42 человека: один фельдмаршал (Шереметев; не учтён генерал-фельдмаршал-лейтенант Г. фон дер Гольц), 3 генерала (А. И. Репнин, А. Д. Меншиков, Л. Н. Алларт), 8 генерал-поручиков (Ренне, Боур, Гейнскин, Флуг, Беллинг, Ренцель, Дальбон, М. М. Голицын; не учтён генерал-поручик артиллерии Я. В. Брюс), 16 генерал-майоров и 14 бригадиров.
За победу в Полтавской битве произошло массовое присвоение генеральских званий:
- А. Д. Меншиков произведен в генерал-фельдмаршалы
- генералом от кавалерии назначен К. Э. Ренне
- царь Пётр получил чин «первого генерал-лейтенанта» (в 1713 году он получил чин «генерала»)
- чин генерал-лейтенанта получил Н. Г. фон Верден
- чин генерал-майора получили де Бук, В. В. Долгоруков, С. В. Айгустов, А. С. Келин, А. А. Головин, Я. В. Полонский, Ф. В. Шидловский
- чин бригадира получили И. М. Головин, Г. П. Чернышев, Г. И. Бон, Г. С. Кропотов, Л. С. Чириков

### Русский генералитет в период и послеПрутского похода(1711)
К началу войны с Турцией (1711) царь Пётр пригласил к себе на службу очередную группу иностранных генералов: Н. Энцберга, Януса фон Эберштедта, К. Г. фон дер Остена, Э. Альбедиля, В. Берхгольца, Видмана. После неудачного окончания кампании большинство этих генералов уволили, и кроме того, уволили или самостоятельно («без абшида») покинули русскую службу большое число офицеров. 

Когда генералы собрались в палатках фельдмаршала, он объявил им, что его царское величество, заключив мир с турками, не имел уже надобности в столь великом числе генералов, что он имел повеление от государя отпустить тех из них, которые по их большому жалованию наиболее были ему тягостны, что он именем его царского величества благодарит их за услуги, ими оказанные, особенно в сей последний поход; потом он раздал абшиды генералам...— Записки бригадира Моро-де-Бразе (касающиеся до турецкого похода 1711 года)
К 1712 году значительно увеличилась доля русских и они стали преобладать среди генералитета, а к концу правления Петра их доля составляла 64%.